# Ligne de Lison à Lamballe
La ligne ferroviaire de Lison à Lamballe est une ligne de chemin de fer française, reliant entre elles les localités de Lison et Lamballe, et plus largement les villes de Caen et Rennes. Elle permet ainsi de traverser  la façade ouest de la Normandie et de relier celle-ci au nord de la façade atlantique française sans passer par Rennes et sans correspondance à Paris.
Elle constitue la ligne 415 000 du réseau ferré national.

## Histoire
Pour desservir la ville de Saint-Lô, qui ne se trouve pas sur le tracé choisi pour la « ligne de Paris à Cherbourg », il est décidé de créer un embranchement en sortie ouest de la gare de Lison. Approuvé par le décret du 7 avril 1855, il revient à la Compagnie des chemins de fer de l'Ouest. Dès la fin des travaux de la ligne principale, le 17 juillet 1858, la Compagnie met une partie de ses moyens pour une réalisation rapide de la desserte de Saint-Lô, en avril de l'année suivante il y a « 1 000 ouvriers, 300 wagons et 50 chevaux » à faire les terrassements. Dès la fin de l'année 1859 la voie est terminée, mais les intempéries de l'hiver nécessitent la reprise des remblais et des ouvrages d'art.
Un premier train de contrôle parcourt la totalité de la ligne le 6 avril 1860.
La liaison de Lison à Saint-Lô est ouverte à l’exploitation le 1er mai 1860. À cette date, les stations d'Airel et de Pont-Hébert ont leurs installations définitives achevées, mais celles de La Meauffe ne seront opérationnelles que dans les jours suivants.
La section de Saint-Lô à Lamballe est concédée à la Compagnie des chemins de fer de l'Ouest par une convention signée le 4 juillet 1868 entre le ministre des Travaux publics et la compagnie. Cette convention est approuvée par un décret impérial à la même date.
- Le 30 décembre 1878, ouverture de la section Saint-Lô - Coutances et Avranches - Dol-de-Bretagne[4]
- Le 29 décembre 1879, ouverture du tronçon Coutances - Avranches[4] et Dol-de-Bretagne - Lamballe

Le 4 août 1974, à l'approche de la gare de Dol-de-Bretagne, le train Caen-Rennes, tiré par la A1AA1A 68062, aborde à 120km/h une courbe limitée à 40km/h et déraille. L'accident fait dix morts, dont le mécanicien et le chef de train. L'action pénale étant éteinte du fait du décès des deux seules personnes susceptibles d'être incriminées, la SNCF, invoquant le secret de l'instruction, laissera accréditer une explication de l'excès de vitesse par un malaise cardiaque du mécanicien dont la main serait restée crispée sur le cerclo du dispositif de veille automatique (VACMA).  En réalité, du recoupement des témoignages circonstanciés des passagers rescapés et des informations filtrant de l'enquête, il ressort que le conducteur n'était pas dans un état normal bien avant le déraillement, puisqu'il roulait à une allure excessive pour la ligne et avait dû revenir en arrière après avoir freiné trop tardivement lors de l'arrêt dans des gares précédentes. Son autopsie aurait d'ailleurs révélé une alcoolémie de 3g/l.
Entre janvier et juillet 2017, SNCF Réseau procède à des travaux de modernisation de la ligne, entre les gares de Saint-Lô et Coutances. Ces travaux consistent en un remplacement de 12 000 traverses. Ces travaux sont financés par la région Normandie, l’État et SNCF Réseau.

## Caractéristiques

### Tracé
Dans l'ensemble, la ligne dispose d'infrastructures permettant des performances médiocres. Sinueuse (la distance de Caen à Rennes est de 252 kilomètres, soit une soixantaine de plus que par la route), son profil est mauvais pour une ligne de littoral (la ligne ne dépasse pas une altitude de 131 mètres), puisque des rampes de 15 ‰ sont atteintes près de Folligny et de Coutances. De plus, la ligne n'est à double voie que sur la section Dol-de-Bretagne-Avranches[réf. nécessaire], le reste de la ligne étant à voie unique (avec des croisements en gares de Folligny, Coutances et Saint-Lô). Les sections Lison - Saint-Lô et Folligny - Avranches, initialement à double voie, ont été mises à voie unique au début des années 1960, respectivement en 1982.

### Électrification
Elle est électrifiée depuis début 2006 de Lison jusqu'à Saint-Lô avec un projet de continuité d'électrification et de réaménagement puisque, au sud d’Avranches, des sections datent du milieu des années 1910[réf. nécessaire]. La courte section entre Lamballe et l'embranchement particulier Piéto (PK 201) est électrifiée depuis 1997.
Après plan de modernisation en cours (sous réserve à la date du 1er janvier 2007) :
- Lison - Saint-Lô : 18 km, électrique 25 kV, BAPR, V140 Lison-Pont-Hebert / V120 Pont Hebert - Saint Lo
- Saint-Lô - Avranches : 76 km, diesel, BAPR Saint Lo Coutances, BAPR de Coutances à Avranches, V110 Du km 24,5 « Canisy » au km 41,5 « Belval-Gare », V100 pour le reste du Parcours
- Avranches - Dol-de-Bretagne : 22 km, diesel, cantonnement téléphonique, V100, V70 de Pontorson à Avranches dans le sens inverse.

### Gares
Saint-Lô,
Coutances,
Folligny,
Avranches,
Pontorson-Mont-Saint-Michel,
Dol-de-Bretagne,
Plerguer,
Miniac,
Pleudihen,
La Hisse,
Dinan,
Corseul - Languenan,
Plancoët,
Landébia et
Lamballe

## Projets

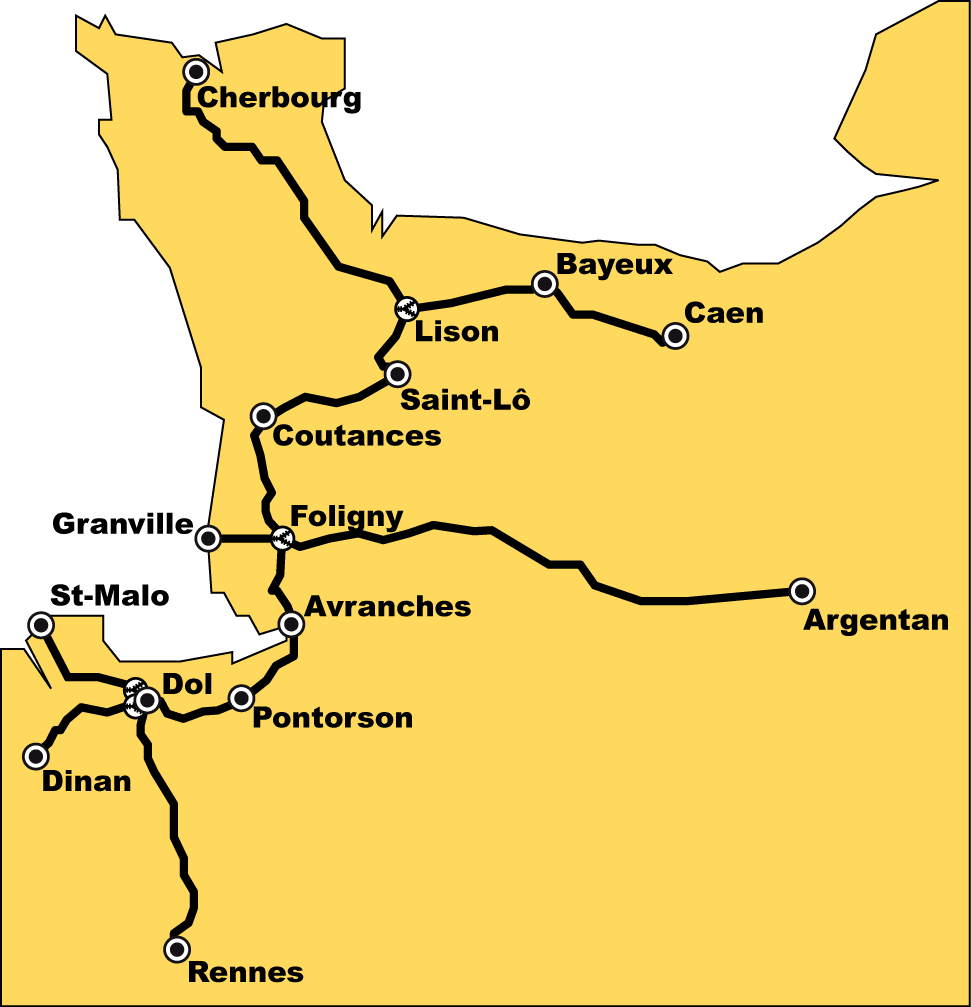
Caen-Rennes

Un comité de Ligne Caen-Rennes existe et suit les projets en cours
Il existe plusieurs projets:
- Le remplacement intégral de la signalisation en BAPR entre Coutances et Dol de Bretagne avec le renouvellement intégral des voies (ballast, traverses et rails) est en cours de réalisation.
- La modernisation et l'électrification de la ligne en 25 kV-50 Hz de Saint-Lô à Dol de Bretagne. Actuellement[Quand ?], elle est découpée en 4 phases[11] :
  - Phase 1: de Saint-Lô à Coutances.
  - Phase 2: d'Avranches à Dol de Bretagne. Avec la participation de la Région Bretagne.
  - Phase 3: de Coutances à Folligny
  - Phase 4: de Folligny à Avranches
- Création d'un raccordement à côté de la gare de Lison pour la ligne Cherbourg-Saint-Lô-Rennes[12],[13]
- Création d'une deuxième voie entre Avranches et Lison (projet proposé et soutenu par l'association ADPCR)

- Modernisation de Foligny - Dol (p. 48/78[14])
  - Foligny - Pontorson (70 M€) : renouvellement des voies et passage au BAPR, dans le cadre du CPER 2007-2013 (livraison prévue fin 2013)
    - Création d'un raccordement fin 2010 à côté de la gare de Folligny pour la liaison Caen-Saint-Lô-Granville[15]
    - Rénovation des 2 voies Pontorson-Avranches (échéance ambigüe)[16]
    - Rénovation du poste de commandement de la gare d'Avranches (fin 2013)[17]

  - Pontorson - Dol (49 M€) : modernisation (au-delà de 2013)